# 3-as busz (Vác)

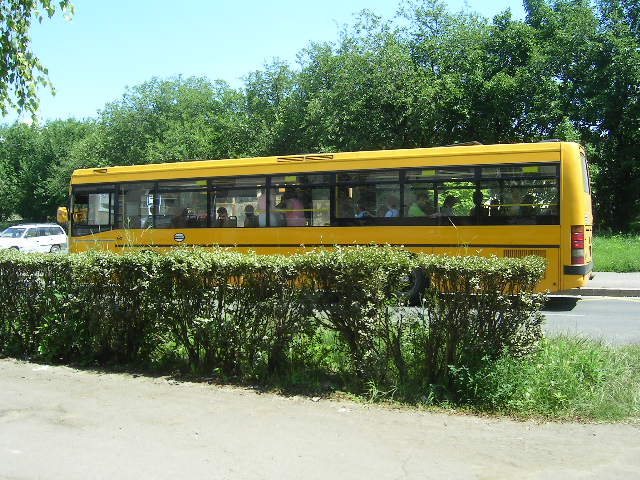
363-as busz a Gombási út 51. megállóban Sejce felé

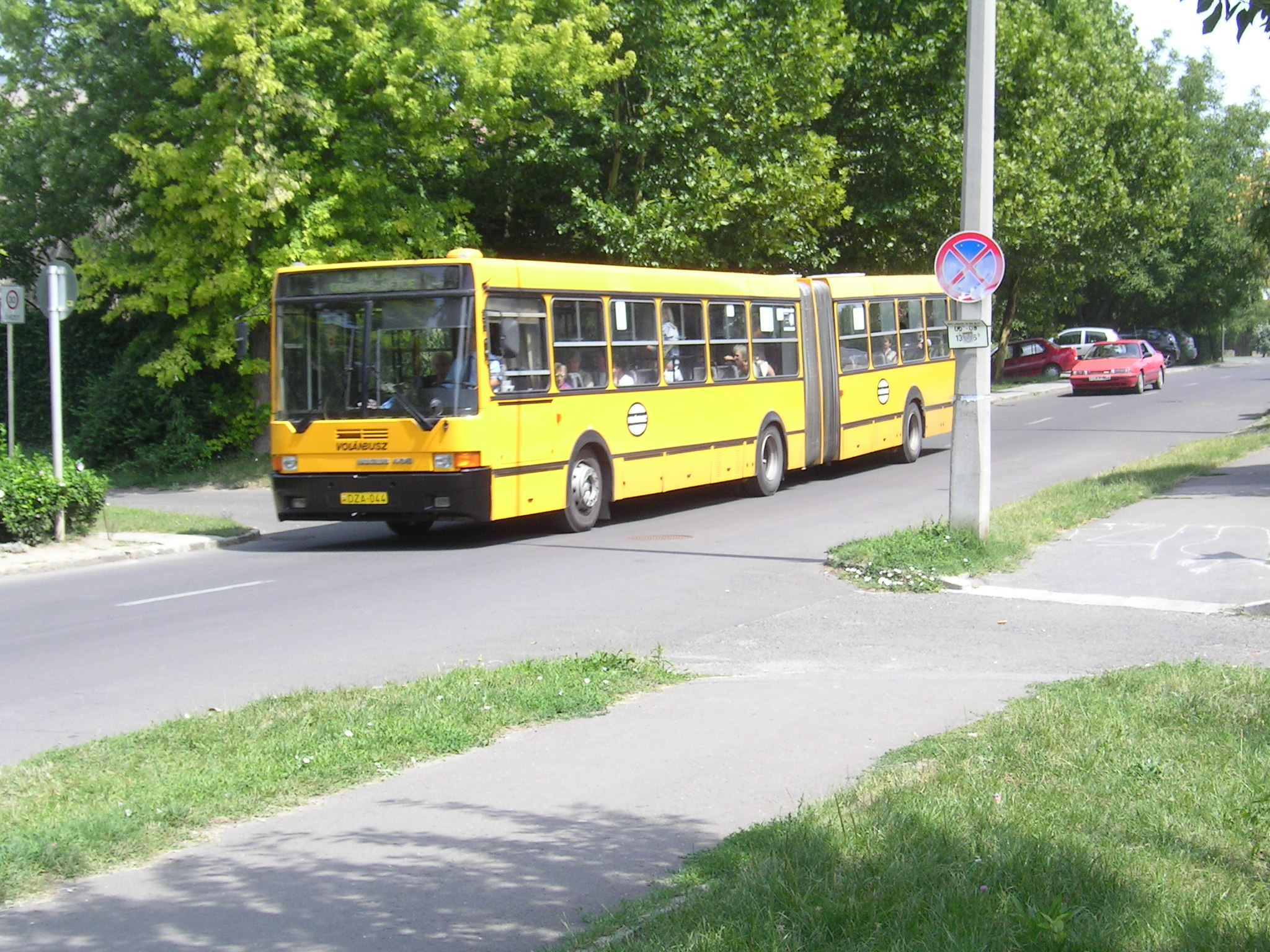
Ikarus 435-ös a 363-as vonalán a Radnóti úton haladva az Altányi szőlők megállótól. Egyike a nagyon ritka eseteknek, amikor csuklós buszt állítanak be a 363-as viszonylatra, mert hegyvidéki járatról van szó, továbbá a viszonylat korábbi jelölése látható a kijelzőn: 42-es busz

A váci 3-as jelzésű autóbusz helyi járat, ami a Dunai Cement- és Mészműt köti össze a városközponton és a deákvári Radnóti Miklós lakótelepen keresztül a Naszály délnyugati oldalán álló Sejce lakóteleppel. A buszok meredek lejtőkön és szerpentineken kapaszkodnak fel a mészkőbánya alatti végállomásig. A deákvári lakótelep utáni megállóktól több jelöletlen turistaösvény indul ki a Naszály csúcsa és más kedvelt célpontok (például a Naszály barlangjai) felé.

## Története
Amíg a sejcei bánya sok embert foglalkoztatott, addig a lakótelep felett elterülő külszíni fejtésű mészkőbányáig is felment majdnem minden második járat, aztán már csak napi 3-4 pár autóbusz, végül a szinte teljes kihasználatlanság miatt végleg megszüntették a bányáig közlekedő (41-es) járatot.
2024. március 1-jétől a Volánbusz a Vác helyi járatát alkotó 360–366 jelzésű vonalakat átszámozta, a korábbi 363-as vonalból lett az új 3-as autóbuszvonal. A módosítás nem érintette az autóbuszok menetrendjét.

## Megállóhelyei
Az autóbusz-állomásról Sejce irányába a járatok közül a Fürj út – Deákvári főút 29. szakaszon munkanapokon csak három, hétvégén egy közlekedik és ezek a Gombási út 51. megállót ekkor elkerülik. A többi járat az említett két megállót nem érinti, és a Gombási út 51. megállón keresztül halad Sejce felé.
| 0  | 0  | DDC végállomás                        | 33 | |
| 1  | 1  | DDC főbejárat                         | 32 | 328, 329, 330, 331, 332, 350, 351, 360, 361, 362, 363 1013 |
| 2  | 2  | Oktatási Centrum                      | 31 | 328, 329, 330, 331, 332, 350, 351, 360, 361, 362, 363 1013 S750 |
| 5  | 5  | Autójavító                            | 30 | 33 328, 329, 330, 331, 332, 342, 347, 350, 351, 360, 361, 362, 363, 455 1013 |
| 6  | 6  | Hunyadi utca                          | 29 | 33 328, 329, 330, 331, 332, 342, 347, 455 |
| 7  | 7  | Rákóczi tér                           | 28 | 33 328, 329, 330, 331, 332, 342, 347, 455 |
| 10 | 10 | Autóbusz-állomás vonalközi végállomás | 25 | 4, 5, 33 300, 314, 328, 329, 330, 331, 332, 333, 334, 335, 337, 338, 339, 342, 343, 345, 347, 348, 350, 351, 360, 361, 362, 363, 371, 455 1013 S70 G70 Z70 S71 G71 S77 S750 EC, EN |
| 12 | 12 | Öntöde                                | 23 | 4, 5, 33, 55 |
| 15 | 15 | Deákvár, ABC                          | 20 | 4, 5, 6, 11, 33, 55 |
| ∫  | ∫  | Újhegyi út 42.                        | 19 | 5, 6, 33, 55 |
| ∫  | ∫  | Radnóti út                            | 18 | 4, 5, 6, 11, 33, 55 |
| 16 | ∫  | Gombási út 34.                        | ∫  | |
| ∫  | 16 | Fürj utca                             | ∫  | 4, 5, 6, 11, 33, 55 |
| ∫  | 17 | Deákvári főút 29.                     | ∫  | 4, 5, 6, 11, 33, 55 |
| 17 | 18 | Altányi szőlők                        | 17 | 4, 5, 6, 33, 55 |
| 18 | 19 | Gombási út 94.                        | 16 | 4, 5, 6, 33, 55 |
| 19 | 20 | Téglaház dűlő                         | 15 | |
| 21 | 22 | Egyházmögei elágazás                  | 13 | |
| 22 | 23 | Gombás                                | 12 | |
| 23 | 24 | Kisgombás                             | 11 | |
| 24 | 25 | Gombás, fenyves                       | 10 | |
| 26 | 27 | DDC, agyagbánya alsó                  | 8  | |
| 29 | 30 | DDC, agyagbánya felső                 | 5  | |
| 31 | 32 | Felsőpincevölgy                       | 3  | |
| 34 | 35 | Sejce, lakótelep végállomás           | 0  | |